# العبر وديوان المبتدأ والخبر
كتاب العبر، وديوان المبتدأ والخبر في أيام العرب والعجم والبربر، ومن عاصرهم من ذوي السلطان الأكبر. للعلامة عبد الرحمن ابن خلدون يُعَدُّ موسوعةً تاريخيةً؛ مجموع في سبع مجلدات. وطبع بعنوان تاريخ ابن خلدون.

## مقدمة ابن خلدون
يتصدر كتاب العبر كتاب المقدمة. لم يخرج ابن خلدون في العبر عن الكتابة التقليدية للتاريخ، واحتوت مقدمة الكتاب على عدة آراء وأفكار جعلت الباحثين يعتبرون الرجل مؤسسًا لعلم الاجتماع. واعتبرت لاحقًا مؤلفًا منفصلًا ذا طابع موسوعي إذ يتناول فيه جميع ميادين المعرفة من الشريعة والتاريخ والجغرافيا والاقتصاد والعمران والاجتماع والسياسة والطب. وقد تناول فيه أحوال البشر واختلافات طبائعهم والبيئة وأثرها في الإنسان. كما تناول بالدراسة تطور الأمم والشعوب ونشوء الدولة وأسباب انهيارها مُرَكِّزًا في تفسير ذلك على مفهوم العصبية. وفي عام 1978 انعقد أول مؤتمر دولي بمناسبة مرور 600 عام على تأليف المقدمة.

## عن الكتاب
يتكون من سبعة أجزاء والجزء الثامن للفهارس، وهو عبارة عن محاولة إسلامية لفهم التاريخ العالمي ويعتبر من أوائل الكتب التي تهتم بعلم الاجتماع. وأخذ ابن خلدون من المؤرخين السابقين ابن إسحاق والواقدي وابن سعد والطبري وهذب ما كتبوه، وقد ترجم كتابه إلى العديد من اللغات الحية، وعليه ترتكز مكانة ابن خلدون وشهرته. ولئن كان مسعى ابن خلدون من المقدمة، وهي الجزء الأول من "كتاب العبَر"، هو أن يضع نفسه في فئة المؤرخين وأن يقفو أثر المسعودي مصحّحاً بعض ما وقع فيه من أخطاء، إلا أنّه يصعب على المراجع أن يصنّفه ضمن المؤرخين، كونه أخذ في مقدمته من كلّ علم بطرف، فتحدّث عن كلّ ما يخصّ الإنسان من معنويات وماديات، داعماً ما ذهب إليه من آراء بشواهد من القرآن الكريم وديوان العرب الشعري. ونظراً لمكانتها العلمية، فقد حظيت المقدمة منذ أن وقعت عليها الأنظار بعناية المفكرين والمؤرخين وعلماء الاجتماع والفلاسفة واللغويين عرباً ومستشرقين، كما طبعت عدّة مرّات بتحقيقات مختلفة
وجاء الجزء الثاني ليعالج الانتفاضات التي حدثت من الخوارج وغيرهم. ثم بدأ الجزء الثالث بولاية أسفار على جورجان والري، وانتهى بالخبر عن الآثار التي أظهرها السلطان في أيامه. واستهل الجزء الرابع بالخبر عن فرار أبي إسحاق وبيعة رباح له، وما قارن ذلك من أحداث، وانتهى بولاية القضاء الثالثة والرابعة والخامسة بمصر.
وقد أنجزه أولاً في مدة خمسة أشهر، من عام (779هـ/1378م) أثناء إقامته عند بني العريف في قلعة بني سلامة بوهران. ثم نقحه بعد ذلك وهذبه وألحق به تاريخ العرب وأخبار البربر وزناتة، وأهداه إلى المستنصر أبي العباس، الذي تولى إمارة تونس من سنة (772 حتى 796هـ). وكانت هذه النسخة موجودة حتى عام (1858م). كما يفهم من كلام نصر الهوريني في نشرته (1858م). فلما ترك تونس إلى مصر عكف على تهذيب الكتاب والزيادة عليه، زهاء (20) سنة، فأضاف إليه الجزء الخاص بملوك العجم، وأقساماً أخرى ألحقها بمواضعها.

## تقريظ الكتاب
قال توينبي، مستعيراً كلمة المقريزي: (عمل لم يقم بمثله إنسان في أي زمان ومكان). وفيها أرسى قواعد فقه التاريخ وعلم العمران. وهو علم أعثره عليه الله كما يقول، ولم يقف على الكلام في منحاه لأحد من الخليقة. وموضوعه: (البحث في أسباب انهيار الدول وازدهارها). وأراد أن تجد به الملوك ما يغني عن (سر الأسرار) الذي ألفه أرسطو للإسكندر.
انظر ما كتبه د. عبد الرحمن بدوي عن الكتاب ومخطوطاته وطبعاته وترجماته إلى مختلف اللغات في كتابه: (مؤلفات ابن خلدون) وفيه الحديث عن اثنين من ولاة سوريا في العهد العثماني كان لهما أكبر الأثر في ترجمة الكتاب إلى التركية ونشره، وهما الوالي صبحي باشا (ت 1886م) العلامة الجليل صاحب (عيون الأخبار في النقود والآثار) و(تكملة العبر)، والوالي أحمد جودت باشا (ت 1895) الذي ترجم القسم السادس من المقدمة، وهو أهم أقسامها، وكانت الترجمة التركية الأولى قد أغفلته. قال المقريزي في حديثه عن المقدمة: (لم يعمل مثالها، وإنه لعزيز أن ينال مجتهد منالها، إذ هي زبدة المعارف والعلوم، ونتيجة العقول السليمة والفهوم).

## كتبه ومؤلفاته
- تاريخ ابن خلدون، واسمه: كتاب العبر وديوان المبتدأ والخبر في أيام العرب والعجم والبربر ومن عاصرهم من ذوي السلطان الأكبر.

## وصلات خارجية
- ملخص عن كتاب - موقع نداء الإيمان
- مقدمة ابن خلدون على موقع جود ريدز